# Kapazitätenplanung
Die Kapazitätenplanung basiert meistens auf der Ablaufplanung. Über die Zuordnung vorgangsbezogener Ressourcen erfolgt die Kapazitätenplanung. Bei Bauprojekten können hierzu z. B. Kolonnen, Mitarbeiter oder Geräte eingesetzt werden.
Aus der Terminberechnung ergibt sich eine den Vorgangszeiten überlagerte Kapazitätsganglinie. Damit verfolgt man das Ziel, eine fortlaufend gleiche Auslastung der Mannschaften und Geräte zu erreichen. Sollten die Anforderungen die eigenen Kapazitäten überschreiten, spricht man von Kapazitätenspitzen. Um sie abzubauen, verlegt man oftmals diese Arbeiten auf einen späteren Zeitraum, um den freien Puffer auszunutzen. Der Puffer entsteht durch die frühesten und die spätesten Lagen. Man muss also nicht alle Arbeiten in der frühesten Lage erledigen, da man meistens noch Kapazitätsreserven zur Verfügung hat.
Eine weitere Möglichkeit, die Kapazitätsauslastungen konstant zu halten, ist das Verschieben von Baufolgen.